# Luis Bermejo Vida
Luis Bermejo y Vida (Zaragoza, 2 de noviembre de 1880-Zaragoza, 18 de septiembre de 1941) fue un químico español.

## Biografía
Doctorado en la Universidad Central de Madrid —su tesis doctoral se tituló Los carbones aragoneses y data de 1903—, fue catedrático de Química en la Universidad de Santiago, de Química general en la Universidad de Valencia y de Química Orgánica en la Universidad de Madrid. Ejerció además entre 1911 y 1912 como alcalde de Valencia. Presidente de la Real Sociedad Española de Física y Química durante parte de la Segunda República, entre su obra se encuentra una traducción del Tratado de química biológica de Eugene Lambling, numerosos artículos en los Anales de la Real Sociedad Española de Física y Química, entre otros.
En 1939, con el fin de la guerra civil fue nombrado decano de la facultad de Ciencias de la Universidad de Madrid. Fue el primer director del Instituto del Combustible, fundado en 1940, y tomó posesión de un asiento como académico de número de la Real Academia Nacional de Medicina el 20 de abril de 1941, sólo unos meses antes de fallecer. En su obra científica destacan investigaciones sobre la obtención de combustibles líquidos a partir de carbón, en los que puso su esperanza de cara a una España autárquica.